# 서동대로
서동대로(西東大路, Seodong-daero)는 경기도 평택시 현덕면 아산만방조제와 이천시 장호원읍 장호원교를 잇는 경기도의 도로이다. 대부분 구간이 국도 제38호선에 속한다. 경기도의 서쪽과 동쪽을 잇는다는 의미로 서동대로로 명명되었다.

## 역사
- 1996년 11월 11일 : 오남사거리 ~ 궁장 교차로 (이천시 장호원읍 장호원리 ~ 음성군 감곡면 오궁리) 구간 개통[1]
- 1997년 4월 7일 : 평택시 포승면 만호리의 만호교 1.056km 구간 폐지[2]
- 1997년 5월 7일 : 평택시 포승면 내기리 ~ 팽성읍 신궁리 21km 구간 개통, 평택시 오성면 죽성리 ~ 숙성리 1.15km 구간 폐지[3]
- 1997년 8월 23일 : 안성 ~ 일죽간 도로(안성군 보개면 동신리 ~ 일죽면 월정리) 17.3km 구간 확장 개통, 기존 6km 구간 폐지[4]
- 1998년 7월 2일 : 만호 ~ 안중간 도로(평택시 포승면 만호리 ~ 내기리) 3.21km 구간 확장 개통, 기존 3.21km 구간 폐지[5]
- 1998년 12월 7일 : 둔포 ~ 평택간 도로(평택시 팽성읍 평궁리 ~ 합정동) 4.65km 구간 확장 개통, 기존 5.3km 구간 폐지[6]
- 1998년 12월 10일 : 당왕고가차도(안성시 당왕동) 700m 구간 개통[7]
- 1998년 12월 31일 : 일죽 ~ 장호원간 도로(안성시 일죽면 월정리 ~ 이천시 장호원읍 장호원리) 16.26km 구간 확장 개통, 기존 16.28km 구간 폐지[8]
- 2000년 4월 11일 : 둔포 ~ 평택간 도로(평택시 팽성읍 신궁리 ~ 합정동) 4.65km 구간 확장 개통[9]
- 2005년 6월 3일 : 평택시 팽성읍 신궁리 ~ 고덕면 동고리 5.19km 구간 확장 개통, 기존 구간 폐지[10]
- 2009년 7월 10일 : 2개 이상 시·도에 걸쳐 있는 도로로 서동대로를 고시[11]

## 주요 경유지
경기도
- 평택시 (현덕면 - 포승읍 - 안중읍 - 오성면 - 고덕면 - 원평동 - 팽성읍 - 신평동 - 비전동) - 안성시 (공도읍 - 대덕면 - 안성동 - 보개면 - 삼죽면 - 죽산면 - 일죽면) - 이천시 (설성면 - 장호원읍)

## 노선
| 이름                                          | 접속 노선                                                          | 소재지              | 소재지                                   | 비고                                                       |
| --------------------------------------------- | ------------------------------------------------------------------ | ------------------- | ---------------------------------------- | ---------------------------------------------------------- |
| 아산만방조제                                  | 국도 제38호선 국도 제39호선 국도 제77호선 (서해로)                 | 평택시              | 현덕면                                   |                                                            |
| (평택갑문)                                    |                                                                    | 평택시              | 현덕면                                   |                                                            |
| (권관리)                                      | 평택호길                                                           | 평택시              | 현덕면                                   |                                                            |
| 우경삼거리                                    | 국도 제38호선 국도 제77호선 (평택호1길)                            | 평택시              | 현덕면                                   | 국도 제38, 77호선 구간                                     |
| 매상교                                        |                                                                    | 평택시              | 포승읍                                   | 국도 제38, 77호선 구간                                     |
| 포승 나들목                                   | 173호선 익산평택고속도로지선                                       | 평택시              | 포승읍                                   | 국도 제38, 77호선 구간                                     |
| 서부두입구삼거리                              |                                                                    | 평택시              | 포승읍                                   | 국도 제38, 77호선 구간                                     |
| 신명1리삼거리                                 | 직산동길                                                           | 평택시              | 포승읍                                   | 국도 제38, 77호선 구간                                     |
| 만호사거리                                    | 평택항로 평택항만길                                                | 평택시              | 포승읍                                   | 국도 제38, 77호선 구간                                     |
| 희곡육교                                      |                                                                    | 평택시              | 포승읍                                   | 국도 제38, 77호선 구간 구 포승 나들목                      |
| 내기삼거리                                    | 국도 제77호선 국도 제82호선 국가지원지방도 제82호선 (포승향남로)   | 평택시              | 포승읍                                   | 국도 제38, 77호선 구간                                     |
| 포승읍 행정복지센터입구 교차로                |                                                                    | 평택시              | 포승읍                                   | 국도 제38호선 구간                                         |
| 방림삼거리                                    | 운정길 풀무골길                                                    | 평택시              | 포승읍                                   | 국도 제38호선 구간                                         |
| 석정보도육교 교차로                           |                                                                    | 평택시              | 포승읍                                   | 국도 제38호선 구간                                         |
| 석정삼거리                                    | 지방도 제313호선 (포승장안로)                                      | 평택시              | 안중읍                                   | 국도 제38호선 구간 지방도 제313호선 구간                   |
| 현화 교차로                                   | 안청로 안현로9길                                                   | 평택시              | 안중읍                                   | 국도 제38호선 구간 지방도 제313호선 구간                   |
| 평택시청 안중출장소                           | 현화중앙길                                                         | 평택시              | 안중읍                                   | 국도 제38호선 구간 지방도 제313호선 구간                   |
| 학현사거리                                    | 덕우로 안중로99번길                                                | 평택시              | 안중읍                                   | 국도 제38호선 구간 지방도 제313호선 구간                   |
| 안중오거리                                    | 안중로 안현로                                                      | 평택시              | 안중읍                                   | 국도 제38호선 구간 지방도 제313호선 구간                   |
| 안중사거리                                    | 국도 제39호선 지방도 제313호선 (서해로)                            | 평택시              | 안중읍                                   | 국도 제38호선 구간 지방도 제313호선 구간                   |
| 대반 교차로                                   | 대반길                                                             | 평택시              | 안중읍                                   | 국도 제38호선 구간                                         |
| (이름 없음)                                   | 용성길                                                             | 평택시              | 안중읍                                   | 국도 제38호선 구간                                         |
| 길음사거리                                    | 오성서로                                                           | 평택시              | 오성면                                   | 국도 제38호선 구간                                         |
| 농업기술원 종자관리소                         | 숙성시장길                                                         | 평택시              | 오성면                                   | 국도 제38호선 구간                                         |
| 숙성라멘교                                    | 숙성길                                                             | 평택시              | 오성면                                   | 국도 제38호선 구간 이천 방면만 진출입 가능                 |
| 오성IC 교차로                                 | 청오로 숙성시장길                                                  | 평택시              | 오성면                                   | 국도 제38호선 구간                                         |
| 오성 나들목                                   | 17호선 평택파주고속도로 국도 제43호선 (세종평택로)                 | 평택시              | 오성면                                   | 국도 제38호선 구간                                         |
| 청내삼거리                                    | 창신뜰길                                                           | 평택시              | 오성면                                   | 국도 제38호선 구간                                         |
| (궁안고가교)                                  | 지방도 제315호선 (강변로)                                          | 평택시              | 오성면                                   | 국도 제38호선 구간                                         |
| 궁안교                                        |                                                                    | 평택시              | 오성면                                   | 국도 제38호선 구간                                         |
| 고덕면                                        |                                                                    | 평택시              |                                          | 국도 제38호선 구간                                         |
| 궁리사거리                                    | 고덕로                                                             | 평택시              |                                          | 국도 제38호선 구간                                         |
| 정자삼거리                                    | 동고1길                                                            | 평택시              |                                          | 국도 제38호선 구간                                         |
| 고덕 교차로                                   | 국도 제45호선 (남북대로)                                           | 평택시              | 국도 제38, 45호선 구간                   |                                                            |
| 방축사거리                                    | 방축길 동고2길                                                     | 평택시              | 국도 제38, 45호선 구간                   |                                                            |
| 동고삼거리                                    | 동고3길                                                            | 평택시              | 국도 제38, 45호선 구간                   |                                                            |
| 신대육교                                      | 은실고가길 평남로                                                  | 평택시              | 국도 제38, 45호선 구간                   |                                                            |
| 신대육교                                      | 은실고가길 평남로                                                  | 평택시              | 국도 제38, 45호선 구간                   | 원평동                                                     |
| 안성천1교                                     |                                                                    | 평택시              | 국도 제38, 45호선 구간                   |                                                            |
| 팽성읍                                        |                                                                    | 평택시              | 국도 제38, 45호선 구간                   |                                                            |
| 신궁1육교                                     |                                                                    | 평택시              | 국도 제38, 45호선 구간                   |                                                            |
| 신궁 교차로 (신궁2육교)                       | 국도 제45호선 (팽성로)                                             | 평택시              | 국도 제38, 45호선 구간                   |                                                            |
| 평궁교                                        |                                                                    | 평택시              | 국도 제38호선 구간                       |                                                            |
| 안성천2교                                     |                                                                    | 평택시              | 국도 제38호선 구간                       |                                                            |
| 신평동                                        |                                                                    | 평택시              | 국도 제38호선 구간                       |                                                            |
| (합정동)                                      | 평남로                                                             | 평택시              | 국도 제38호선 구간                       |                                                            |
| 비전지하차도사거리                            | 국도 제1호선 (경기대로)                                            | 평택시              | 국도 제38호선 구간                       |                                                            |
| (이름 없음)                                   | 평남로 소사2길                                                     | 평택시              | 국도 제38호선 구간                       | 비전동                                                     |
| (이름 없음)                                   | 중앙로                                                             | 평택시              | 국도 제38호선 구간                       | 비전동                                                     |
| 평택대학교 평택대시외버스정류장               |                                                                    |                     | 국도 제38호선 구간                       | 비전동                                                     |
| 용이1 교차로                                  | 현신로                                                             | 북:평택시 남:안성시 | 국도 제38호선 구간                       | 북:비전동 남:공도읍                                        |
| 우림 교차로                                   | 진사길                                                             | 북:평택시 남:안성시 | 국도 제38호선 구간                       | 북:비전동 남:공도읍                                        |
| 주은 교차로                                   | 진건중길 헌신4길                                                   | 북:평택시 남:안성시 | 국도 제38호선 구간                       | 북:비전동 남:공도읍                                        |
| 용이2 교차로                                  | 이화로                                                             | 북:평택시 남:안성시 | 국도 제38호선 구간                       | 북:비전동 남:공도읍                                        |
| 안성 나들목 (안성IC삼거리) (평안지하차도)     | 1호선 경부고속도로                                                 | 안성시              | 국도 제38호선 구간                       | 공도읍                                                     |
| 태산아파트앞 교차로                           | 벚꽃길                                                             | 안성시              | 국도 제38호선 구간                       | 공도읍                                                     |
| 주은풍림아파트앞 주은풍림아파트시외버스정류장 |                                                                    | 안성시              | 국도 제38호선 구간                       | 공도읍                                                     |
| 공도삼거리                                    | 공도로                                                             | 안성시              | 국도 제38호선 구간                       | 공도읍                                                     |
| 공도기업단지삼거리                            | 기업단지로                                                         | 안성시              | 국도 제38호선 구간                       | 공도읍                                                     |
| 만정사거리                                    | 지방도 제302호선 (덕봉서원로) 공도4로                              | 안성시              | 국도 제38호선 구간 지방도 제302호선 구간 | 공도읍                                                     |
| 퍼시스사거리                                  | 공도로                                                             | 안성시              | 국도 제38호선 구간 지방도 제302호선 구간 | 공도읍                                                     |
| 부영아파트앞 교차로                           | 만수로                                                             | 안성시              | 국도 제38호선 구간 지방도 제302호선 구간 | 공도읍                                                     |
| 농협교육원앞 교차로                           | 지방도 제302호선 (신두만곡로)                                      | 안성시              | 국도 제38호선 구간 지방도 제302호선 구간 | 공도읍                                                     |
| 마정 교차로                                   | 문터1길 양기길                                                     | 안성시              | 국도 제38호선 구간                       | 공도읍                                                     |
| 대림동산삼거리                                | 대림동산길                                                         | 안성시              | 국도 제38호선 구간                       | 공도읍                                                     |
| 대림동산시외버스정류장                        |                                                                    | 안성시              | 국도 제38호선 구간                       | 공도읍                                                     |
| 안양교                                        |                                                                    | 안성시              | 국도 제38호선 구간                       | 공도읍                                                     |
| 대덕면                                        |                                                                    | 안성시              | 국도 제38호선 구간                       |                                                            |
| 내리사거리                                    | 신령로 중앙대학로                                                  | 안성시              | 국도 제38호선 구간                       |                                                            |
| 중앙대학교앞 교차로 중앙대입구시외버스정류장  |                                                                    | 안성시              | 국도 제38호선 구간 내리고가교            |                                                            |
| 대덕삼거리                                    | 중앙로                                                             | 안성시              | 국도 제38호선 구간 내리고가교            |                                                            |
| 모산사거리                                    | 국가지원지방도 제23호선 (공단로) (만세로)                          | 안성시              | 안성동                                   | 국도 제38호선 구간                                         |
| 대덕터널                                      |                                                                    | 안성시              | 안성동                                   | 국도 제38호선 구간 이천 방면 연장 395m 평택 방면 연장 419m |
| 당왕사거리 (당왕고가차도)                     | 안성맞춤대로                                                       | 안성시              | 안성동                                   | 국도 제38호선 구간                                         |
| 비봉터널                                      |                                                                    | 안성시              | 안성동                                   | 국도 제38호선 구간 이천 방면 연장 488m 평택 방면 연장 497m |
| 가사 교차로                                   | 지방도 제325호선 (보개원삼로)                                      | 안성시              | 안성동                                   | 국도 제38호선 구간 국가지원지방도 제57호선 구간            |
| 터미널 교차로                                 | 국가지원지방도 제57호선 (영봉로) 비봉로                            | 안성시              | 안성동                                   | 국도 제38호선 구간 국가지원지방도 제57호선 구간            |
| 보개교                                        |                                                                    | 안성시              | 보개면                                   | 국도 제38호선 구간                                         |
| 안성맞춤 나들목                               | 29호선 세종포천고속도로                                            | 안성시              | 보개면                                   | 국도 제38호선 구간                                         |
| 종합운동장사거리                              | 문화예술로 종합운동장로                                            | 안성시              | 보개면                                   | 국도 제38호선 구간                                         |
| 거리실입구                                    | 거리실길                                                           | 안성시              | 보개면                                   | 국도 제38호선 구간                                         |
| 마전1교 마전2교                               |                                                                    | 안성시              | 삼죽면                                   | 국도 제38호선 구간                                         |
| 미장통로암거                                  | 신미1길                                                            | 안성시              | 삼죽면                                   | 국도 제38호선 구간                                         |
| 동아방송예술대학교                            | 동아예대길                                                         | 안성시              | 삼죽면                                   | 국도 제38호선 구간                                         |
| (이름 없음)                                   | 지방도 제306호선 지방도 제325호선 (국사봉로)                       | 안성시              | 삼죽면                                   | 국도 제38호선 구간 지방도 제306, 325호선 구간              |
| 삼죽삼거리                                    | 국가지원지방도 제82호선 지방도 제306호선 지방도 제325호선 (삼죽로) | 안성시              | 삼죽면                                   | 국도 제38호선 구간 지방도 제306, 325호선 구간              |
| 녹박재생태터널                                |                                                                    | 안성시              | 삼죽면                                   | 국도 제38호선 구간                                         |
| 녹박재생태터널                                | 죽산면                                                             | 안성시              |                                          | 국도 제38호선 구간                                         |
| 두현육교                                      | 국가지원지방도 제82호선 (죽주로) 능앞길                            | 안성시              |                                          | 국도 제38호선 구간                                         |
| 중마교                                        |                                                                    | 안성시              |                                          | 국도 제38호선 구간                                         |
| 두현 교차로                                   | 국가지원지방도 제82호선 (걸미로)                                   | 안성시              |                                          | 국도 제38호선 구간                                         |
| 두원육교                                      | 관음당길                                                           | 안성시              |                                          | 국도 제38호선 구간                                         |
| 장원산업단지 교차로                           | 장원공단길                                                         | 안성시              |                                          | 국도 제38호선 구간                                         |
| 정원육교                                      | 장원남산길                                                         | 안성시              |                                          | 국도 제38호선 구간                                         |
| 장원교                                        |                                                                    | 안성시              |                                          | 국도 제38호선 구간                                         |
| 죽산삼거리                                    | 지방도 제306호선 (죽주로)                                          | 안성시              | 국도 제38호선 구간 지방도 제306호선 구간 |                                                            |
| 매산 교차로                                   | 국도 제17호선 (죽양대로)                                           | 안성시              | 국도 제38호선 구간 지방도 제306호선 구간 |                                                            |
| 제2죽산교                                     |                                                                    | 안성시              | 국도 제38호선 구간 지방도 제306호선 구간 |                                                            |
| 일죽면                                        |                                                                    | 안성시              | 국도 제38호선 구간 지방도 제306호선 구간 |                                                            |
| 죽산성지입구삼거리                            | 종배길                                                             | 안성시              | 국도 제38호선 구간 지방도 제306호선 구간 |                                                            |
| 일죽 나들목 (일죽IC삼거리)                    | 35호선 중부고속도로                                                | 안성시              | 국도 제38호선 구간 지방도 제306호선 구간 |                                                            |
| 다름물고개                                    |                                                                    | 안성시              | 국도 제38호선 구간 지방도 제306호선 구간 |                                                            |
| 월정 교차로                                   | 지방도 제306호선 (내둔길)                                          | 안성시              | 국도 제38호선 구간 지방도 제306호선 구간 |                                                            |
| 일죽종합고앞 교차로                           |                                                                    | 안성시              | 국도 제38호선 구간                       |                                                            |
| 송천사거리                                    | 주래본죽로 일죽신동길                                              | 안성시              | 국도 제38호선 구간                       |                                                            |
| 청미교                                        |                                                                    | 안성시              | 국도 제38호선 구간                       |                                                            |
| 신흥2암거                                     | 지방도 제329호선 (금일로)                                          | 안성시              | 국도 제38호선 구간 지방도 제329호선 구간 |                                                            |
| 능국삼거리                                    | 지방도 제329호선 (노성로)                                          | 안성시              | 국도 제38호선 구간 지방도 제329호선 구간 |                                                            |
| (이름 없음)                                   | 일죽당촌길                                                         | 안성시              | 국도 제38호선 구간                       |                                                            |
| 행죽교                                        |                                                                    | 이천시              | 국도 제38호선 구간                       | 설성면                                                     |
| 설성 교차로                                   | 지방도 제333호선 (진상미로)                                        | 이천시              | 국도 제38호선 구간                       | 설성면                                                     |
| 제요교 제요1교                                |                                                                    | 이천시              | 국도 제38호선 구간                       | 설성면                                                     |
| 제요 교차로 (대서육교)                        | 진상미로                                                           | 이천시              | 국도 제38호선 구간                       | 장호원읍                                                   |
| (대서초교앞)                                  | 서동대로8454번길 서동대로8487번길                                  | 이천시              | 국도 제38호선 구간                       | 장호원읍                                                   |
| 진암 나들목                                   | 국도 제3호선 국도 제21호선 국도 제37호선 (중원대로)                | 이천시              | 국도 제37, 38호선 구간                   | 장호원읍                                                   |
| 장호원읍사무소                                |                                                                    | 이천시              | 국도 제37, 38호선 구간                   | 장호원읍                                                   |
| 진암 교차로                                   | 국도 제37호선 (장감로) 경충대로                                    | 이천시              | 국도 제37, 38호선 구간                   | 장호원읍                                                   |
| 오남사거리                                    | 복숭아로                                                           | 이천시              | 국도 제38호선 구간                       | 장호원읍                                                   |
| 장호원교                                      |                                                                    | 이천시              | 국도 제38호선 구간                       | 장호원읍                                                   |
| 북부로와 직결                                 |                                                                    |                     |                                          |                                                            |

## 주요 건물 및 시설
- 포승우체국 (경기도 평택시 포승읍 서동대로 1118)
- 포승중학교 (경기도 평택시 포승읍 서동대로 1138)
- 포승파출소 (경기도 평택시 포승읍 서동대로 1150)
- 포승읍 행정복지센터, 포승보건지소 (경기도 평택시 포승읍 서동대로 1174-16)
- 홈플러스 평택안중점 (경기도 평택시 안중읍 서동대로 1489)
- 평택시청 안중출장소, 안중도서관, 서평택국민체육센터 (경기도 평택시 안중읍 서동대로 1531)
- 안중백병원 (경기도 평택시 안중읍 서동대로 1931-21)
- 르노코리아자동차 안중대리점 (평택시 안중읍 서동대로 1609)
- 농업기술원 종자관리소 (경기도 평택시 오성면 서동대로 2111)
- 평택대학교 (경기도 평택시 서동대로 3825)
- 평택대시외버스정류장 (경기도 평택시 서동대로 3826)
- 르노코리아자동차 공도대리점 (안성시 공도읍 서동대로 4043)
- 문기초등학교 (경기도 안성시 공도읍 서동대로 4424)
- 롯데마트 안성점 (경기도 안성시 공도읍 서동대로 4478)
- 중앙대학교 다빈치캠퍼스 (경기도 안성시 대덕면 서동대로 4726)
- 마전초등학교 (경기도 안성시 삼죽면 서동대로 5915)
- 일죽고등학교, 일죽중학교 (경기도 안성시 일죽면 서동대로 7446)
- 장호원읍 행정복지센터 (경기도 이천시 장호원읍 서동대로 8844-6)
- 부원고등학교 (경기도 이천시 장호원읍 서동대로 8857)